# 風見周
風見 周 （かざみ めぐる、1976年12月31日 - ）は、日本の男性ライトノベル作家。
2001年第13回ファンタジア長編小説大賞にて『ラッシュ・くらっしゅ・トレスパス!』で佳作を受賞しデビューした。静岡県出身。血液型はAB型。

## 作品リスト
富士見ファンタジア文庫
- ラッシュ・くらっしゅ・トレスパス!（イラスト：おときたたかお）
- 殺×愛 -きるらぶ-（イラスト：G・むにょ）
- H+P -ひめぱら-（イラスト：ひなた睦月）
- アーマード・マーメイド（イラスト：雅）

一迅社文庫
- 女帝・龍凰院麟音の初恋（イラスト：水月悠）

電撃文庫
- らぶちゅー!（イラスト：なつめえり）
- 嫁にしろと迫る幼馴染みのために××してみた（イラスト：konomi）

MF文庫J
- 僕と彼女がいちゃいちゃいちゃいちゃ（イラスト：高品有桂）